# Simon (jeu)
Pour les articles homonymes, voir Simon.
Simon est un jeu de société électronique de mémorisation, créé dans la toute fin des années 70.

## Principe du jeu
Simon se présente sous la forme d'un plateau circulaire, cerclé de quatre boutons colorés (traditionnellement vert, rouge, jaune, et bleu). Le jouet est électronique. Dans son mode de base, Simon va éclairer une des quatre couleurs et produire un son toujours associé à cette couleur. Le joueur doit alors appuyer sur la touche de la couleur qui vient de s'allumer dans un délai assez court. Ensuite, le jeu répète la même couleur et le même son, puis ajoute au hasard une nouvelle couleur. Le joueur doit reproduire cette nouvelle séquence. Chaque fois que le joueur reproduit correctement la séquence, le jeu ajoute une nouvelle couleur.

## But du jeu
Simon possède trois modes de jeux ;
- Le mode 1 consiste à reproduire une suite de touches créée aléatoirement par le jeu, la plus longue possible. L'édition originale de Simon considère la partie comme gagnée au bout de 32 touches retenues.
- Le mode 2 inverse les rôles : le joueur va composer la suite de touches, et Simon va la reproduire. Cependant, le joueur ne doit pas se tromper en produisant sa propre suite.
- Le mode 3 est un mode multijoueur : chaque joueur va s'attribuer une touche, et devra la presser quand Simon la lui demandera. Si un joueur ne répond pas quand Simon lui demande, ou répond au mauvais moment, il sera éliminé de la manche. La partie s'arrête quand il ne reste plus qu'un joueur en lice.

La version originale de Simon possède quatre niveaux de difficultés. Ils vont influer sur la vitesse de Simon à dicter sa combinaison.

## Historique
En 1974, Atari sort une borne de jeu baptisée Touch me!, qui se présente sous la forme d'un pupitre de quatre gros boutons, pouvant être éclairés par une ampoule située à l'intérieur de chacun d'eux. À chaque bouton est associée une note produite par la borne. Quand on insère une pièce, la borne va produire une séquence de notes de plus en plus longue, que le joueur devra reproduire en pressant les boutons.
La borne est présentée à l'inventeur Ralph Baer et Howard J. Morrison en 1976 au salon Music Operators of America. Ralph Baer trouve le concept du jeu excellent, mais l'objet en lui-même très mal imaginé. Il conçoit donc avec Morrison un prototype, sur lequel il décide, en plus d'une note, d'associer une couleur à chaque bouton, et de les répartir sur un cercle, avec un petit panneau de commande au centre du jeu. Il appelle ce prototype Follow Me, mais il sera rapidement renommé Simon, du jeu pour enfant Simon Says (Jacques a dit en France). Le jeu connait des ventes excellentes dès sa sortie en 1978 et devient vite un classique du monde du jouet.
À noter que peu après la sortie de Simon, Atari décide de rééditer son jeu Touch me!, dans une version portable au design très proche de Simon. Pour autant, ils ne parviendront pas à recréer le succès du jouet de Baer.

## Variantes
Simon a été édité plusieurs fois par Milton Bradley, puis Hasbro. La variante originale à quatre boutons a connu plusieurs redesigns avec le temps, dont des éditions spéciales comme une édition Star Wars. Mais il a été également produit plusieurs variantes :
- Simon Pocket (parfois renommé Simon Voyage ou Simon Microseries) : une version plus petite et plus facile à transporter.
- Super Simon (premier du nom) : sorti en 1980, qui permettait de s'affronter à deux en face à face, le jeu possédant deux jeux de touches identiques.
- Super Simon (deuxième du nom) : sorti en 2003, qui reprend le concept de la première édition, mais avec six touches au lieu de quatre. Il possède également plusieurs modes de jeu supplémentaires.
- Simon Swipe : sorti en 2014, cette version est dotée de touches capables de reconnaître un mouvement de balayage (swipe). Ainsi, le jeu dispose de davantage de combinaisons possibles.
- Simon Air : sorti en 2016, il s'agit de la variante classique, à ceci près qu'elle n'est pas munie de boutons, mais de capteurs qui peuvent détecter la main du joueur à distance. Ainsi, le joueur n'appuie plus sur des boutons, mais passe ses mains en face de chaque capteur de la bonne couleur.
- Simon Optix : sorti en 2017, il reprend le principe de Simon Air, mais se présente sous la forme d'une paire de lunettes. Les couleurs apparaissent alors directement dans le champ de vision du joueur.

En dehors de ses variantes officielles, Simon a connu de nombreux clones d'autres marques, comme la Tortue Swing Playskool, destinée aux enfants en bas âge. Simon est également souvent utilisé comme entraînement à la programmation informatique ou à la conception électronique. Plusieurs amateurs ont réalisé leur propre version du jouet de façon artisanale.